# Massing (Bawaria)
Massing – gmina targowa w Niemczech, w kraju związkowym Bawaria, w rejencji Dolna Bawaria, w regionie Landshut, w powiecie Rottal-Inn, siedziba wspólnoty administracyjnej Massing. Leży około 25 km na zachód od Pfarrkirchen, nad rzeką Rott, przy linii kolejowej Pocking – Mühldorf am Inn.

## Dzielnice
W skład gminy wchodzą następujące dzielnice: Massing, Staudach, Wolfsegg i Malling.